# Meeresschutzgebiet Rossmeer

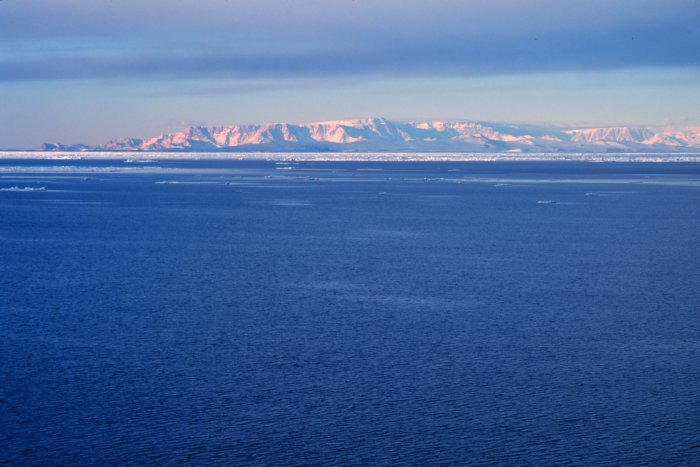
Das westliche Rossmeer (im Hintergrund das Transantarktische Gebirge)

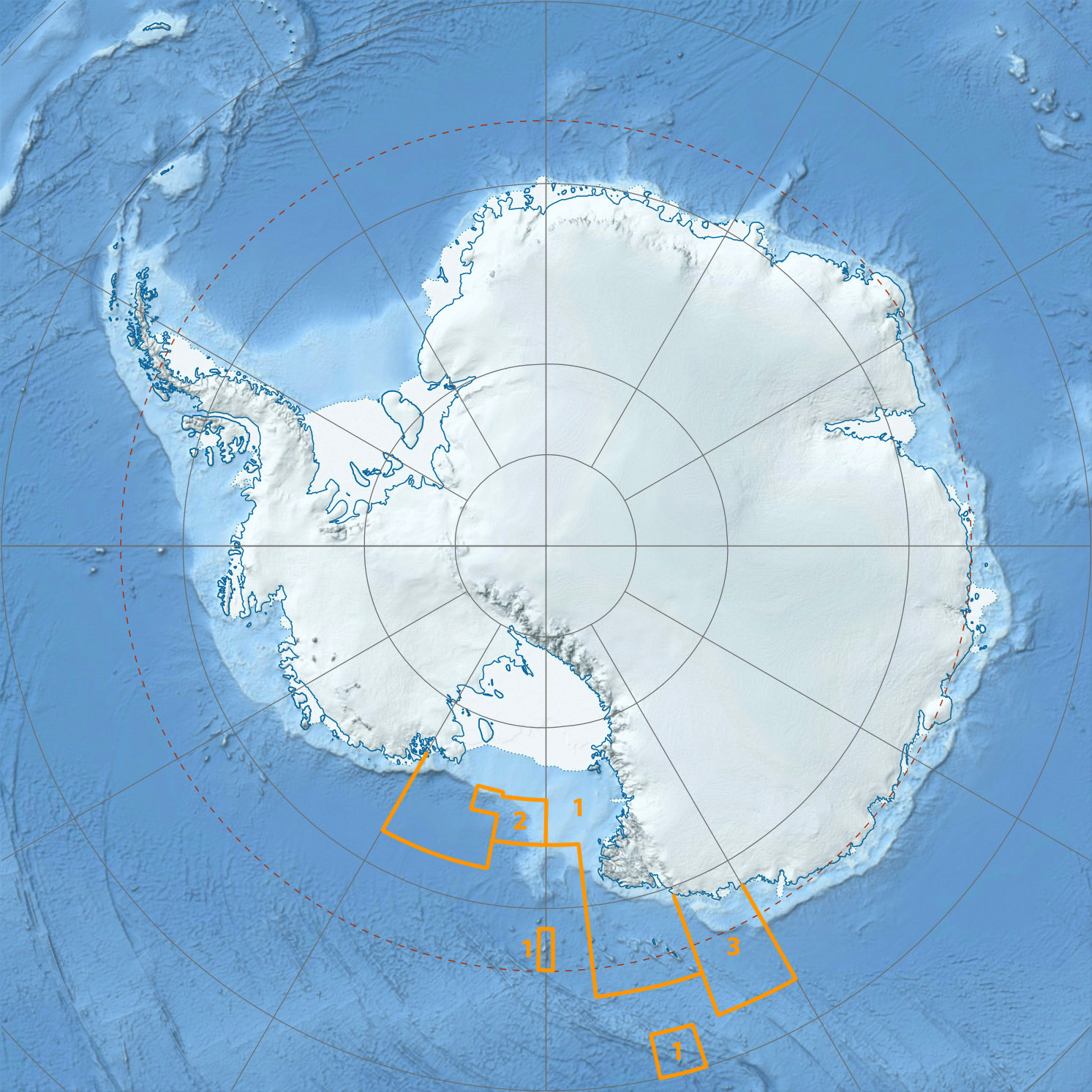
Karte des geplanten Schutzgebietes.
1: allgemeine Schutzzone, drei Teilbereiche
2: spezielle Forschungszone
3: Krill-Forschungszone

Das Meeresschutzgebiet Rossmeer (marine protection area, MPA Ross Sea) ist ein seit Januar 2017 geltendes Meeresschutzgebiet im antarktischen Rossmeer. Mit einer Ausdehnung von 1,55 Millionen Quadratkilometern (km², in etwa die Fläche Deutschlands, Großbritanniens und Frankreichs zusammen) löste es das Papahānaumokuākea Marine National Monument auf und vor Hawaii (1,5 Mio. km²) als größtes Meeresschutzgebiet der Erde ab.

## Entwicklung
Anfang November 2012 scheiterten bei einer Konferenz der Kommission zur Erhaltung der lebenden Meeresschätze der Antarktis (CCAMLR) im australischen Hobart die Verhandlungen über die Schaffung des vorgeschlagenen 1,55 Mio. km² großen Schutzgebiets in der Region. Die Volksrepublik China, Russland und die Ukraine hatten Bedenken zu möglichen Beschränkungen für die Fischerei.
Im Juli 2013 wurde auf Initiative der damaligen deutschen Bundesregierung eine Sondersitzung der CCAMLR in Bremerhaven einberufen. Vertreter der Antarctic and Southern Ocean Coalition, eines Zusammenschlusses von 30 internationalen Umweltorganisationen (z. B. WWF, Conservation International, BirdLife usw.) forderten einen nachhaltigen Schutz des Südpolarmeers durch die Ausweisung von Schutzgebieten. In der gleichen Sitzung wurde über ein großes Gebiet am Rand des arktischen Polarmeers verhandelt: „Würden beide Vorschläge verwirklicht, entstünde ein marines Schutzgebiet, das doppelt so groß wäre wie alle derzeit bestehenden umfassend geschützten Meeresgebiete und erstmals würde ein derart großes Gebiet von einer multinationalen Gruppe eingerichtet“, sagte Rodolfo Werner von der Nichtregierungsorganisation Pew Charitable Trusts’ Antarctic marine campaign.
Alle Entscheidungen der CCAMLR bedürfen der Einstimmigkeit. Während der Verhandlungen 2013 blockierte Russland die Schaffung des Meeresschutzgebietes, da die russischen Vertreter die Berechtigung der Kommission zur Ausweisung von Schutzgebieten in Frage stellten. Gleichzeitig war Russland eines der Länder, die sich für die Sondertagung der Kommission in Bremerhaven eingesetzt hatte. Auch China und die Ukraine wehrten sich gegen das Schutzgebiet.

## Beschluss
Ende Oktober 2016 einigten sich im australischen Hobart die an der CCAMLR beteiligten 24 Staaten und die EU auf die Ausweisung des dann größten Meeresschutzgebiets der Erde. Auf 1,12 Mio. km² soll z. B. über die Laufzeit von zunächst 35 Jahren jegliche Fischerei verboten sein.
Eine weitere Schutzzone mit einer Fläche von einer Million Quadratkilometern ist für die Ostantarktis geplant; hierfür konnte in der Kommission noch keine Einigung erzielt werden.
Darüber hinaus lag der CCAMLR ein Schutzvorschlag der EU für das Weddellmeer vor, das größte Randmeer des Antarktischen Ozeans. Dieser scheiterte vorerst im November 2018 am Widerstand Chinas, Norwegens und Russlands.

## Gebietskulisse
Die USA und Neuseeland wollten im Rossmeer eine Fläche von 2,3 Mio. km² als Meeresschutzgebiet ausweisen, einschließlich einer 1,6 Mio. km² großen Zone, die für die Ausbeutung sämtlicher natürlichen Ressourcen gesperrt werden soll.

## Bedeutung und Schutzgüter
Das Rossmeer ist eines der letzten marinen Ökosysteme weltweit, das relativ intakt und Heimat für eine artenreiche Meeresfauna sind. Es hat die produktivsten Gewässer des Südpolarmeers und beheimatet eine einzigartige biologische Vielfalt: Wale, Seehunde, große Fische, Pinguine und andere Meeresvögel tummeln sich in den eisigen Gewässern.
Kommerzielle Fischerei bedroht schon seit mehreren Jahren dieses Seegebiet. Von Neuseeland initiiert, jagt eine internationale Fangflotte seit 1996 den  Riesen-Antarktisdorsch. Nach den Planungen von 2013 sollen 50 Prozent aller erwachsenen Tiere innerhalb der nächsten 35 Jahren ausgefischt werden.